# HD 181342 b
HD 181342 b es un planeta extrasolar que orbita la estrella del tipo K HD 181342 aproximadamente 361 años luz de distancia en la constelación de  Sagitario.